# Meunasah Siren
Meunasah Siren is een bestuurslaag in het regentschap Pidie Jaya van de provincie Atjeh, Indonesië. Meunasah Siren telt 873 inwoners (volkstelling 2010).